# Paleta frontón
La paleta frontón es un deporte que nació en el Perú, oficialmente en 1945 como un derivado del llamado localmente “Handball”, que era un juego de pelota a mano primitivo practicado por los españoles en el siglo XVII en los Virreinatos americanos del Imperio Español. Es un deporte en acelerado desarrollo, ya se juegan torneos internacionales en donde participan incluso países de otros continentes.

## Implementos

### Paleta
El deporte de paleta frontón se juega con una paleta de madera, de fibra de carbono o de fibra de vidrio que son actualmente las más usadas u otra aprobada por la federación. Es una parte del frontón para hacer actividad física.

### Bola
Se usa una bola de caucho de color negro de 71mm de diámetro y 43 gramos de peso que previamente debe ser inflada.

## La cancha
La cancha está constituida por una pared delantera y vertical denominada "frontis" de 5 metros de alto por 6 de ancho; y por el piso que está delimitado por líneas que configuran un rectángulo de 7,6 metros de ancho por 12 metros de largo. Estas líneas delimitan las zonas de singles y de dobles.

## Técnica
Los adeptos a este deporte deben dominar: golpes, cambios de empuñadura, efectos, entre otros.

### Golpes

#### Drive
Es el golpe básico de la paleta frontón. Consiste en golpear la bola después del bote, o de volea, de forma directa, del mismo lado del brazo hábil del jugador.

#### Back o revés
Este golpe se realiza al lado opuesto del drive. Es difícil de dominar cuando se inicia en este deporte.

#### Contrabote
Este golpe se ejecuta dándole a la bola justo después del bote, es decir, contra el bote. Es bastante difícil de dominar.

#### Volea
Este golpe se realiza golpeando a la bola antes del bote.

#### Smash
Es un golpe que se da de arriba abajo por encima de la altura del hombro del jugador. Se le conoce también como mate o remate.

### Efectos o cortes

#### Topspin
Este efecto es más usual en el tenis. Se efectúa a la altura de la cintura del jugador y se realiza de abajo arriba.

#### Underspin
Este efecto se efectúa a la altura de la cintura del jugador y a diferencia del anterior se realiza de arriba abajo.

#### Efecto por la parte derecha de la bola
Este es uno de los efectos más usados. Se realiza golpeando la bola de drive de izquierda a derecha a la altura de la cabeza. Al llegar a la pared la bola se abrirá al lado del drive del jugador que lo realizó.

#### Efecto por la parte izquierda de la bola
Este efecto es opuesto al anterior y se realiza de back. Debes golpear la bola de derecha a izquierda a la altura de la cabeza. Al llegar a la pared la bola se abrirá al lado del back del jugador que lo realizó.

#### Grulla
Este golpe se realiza de arriba abajo, sobre la cabeza. Este golpe se hace de la siguiente manera: Se empieza en la nuca, y la paleta se pasa por la parte superior de la cabeza y se estira hasta que el brazo quede recto. Al llegar a la pared la bola dará un pequeño bote y se abrirá al lado del drive del jugador que lo realizó.

#### Flete
Este efecto se efectúa golpeando la bola de drive de derecha a izquierda a la altura de la cabeza. Al llegar a la pared la bola se abre al lado opuesto del drive del jugador que lo realizó.

#### La 3D
Este es uno de los efectos más difíciles y por ello uno de los menos comunes. Se efectúa envolviendo la bola combinando el movimiento de arriba hacia abajo y de adentro hacia afuera después del bote. Al llegar a la pared la bola se eleva y abre al lado del drive del jugador que lo realizó.

## En Perú
En la actualidad, la Federación Deportiva Peruana de Paleta Frontón realiza anualmente 2 Torneos Nacionales en donde participan más de 1000 jugadores de todo Perú, torneo de Campeones, torneos regionales en las provincias de Perú, torneos de menores, torneos mixtos, charlas y Clínicas Deportivas de Paleta Frontón.

### Categorías
Las categorías son (desde 2017):
- Sub-10 (categoría mixta)
- Sub-12 (antes "infantiles")
- Sub-14 (antes "menores")
- Sub-16 (antes "menores")
- Sub-18 (antes "juveniles")
- Libre (antes "superior")
- +35 (antes "mayores")
- +45 (antes "seniors A")
- +50 (antes "seniors B")
- +55 (antes "veteranos A")
- +60 (antes "veteranos B")
- +65 (antes "masters")

Las categorías "subs" excepto sub-10 son masculinos solo y femeninos solo y TODOS singles. A partir de categoría libre son singles y dobles, damas y varones. 
Estas categorías son válidas en los campeonatos "federados" que implican puntajes repartidos en: torneos de nivel nacional (TCN-Torneo de Circuito Nacional), 2 torneos abiertos y el torneo final de Maestros (reúne a los 8 mejores exponentes de todas las categorías mencionadas)
Solo en Lima existen por lo menos 1200 canchas repartidas en clubes, casas particulares, losas deportivas, centros poblados, centros de estudios, etc. En Perú son más de 45 000 los adeptos a este deporte. La Federación Deportiva Peruana de Paleta Frontón maneja una base de datos de más de 2000 frontonistas activos a nivel competitivo. 
La Federación Deportiva Peruana de Paleta Frontón tiene una página web (www.fdppf.com) en la cual publica todos los torneos y en general todo lo relacionado con este deporte.

### Torneos
Los siguientes torneos se realizan anualmente:
- Primer y segundo abierto nacional (desde 1983)[7]
- Torneos de Circuito Nacional (TCN)
- Torneo de Maestros

TORNEO DE CLUBES
- Copa Terrazas (antes Galamatch).
- Campeonato metropolitano (desde 1972)[7]
- Copa Regatas
- Copa Rinconada

## En el mundo

### Torneos internacionales
- Torneo internacional Costa Rica (2009)[8]
- Torneo internacional de paleta frontón (2015)[9]
- Torneo panamericano de paleta frontón (2017)[10]
- II Torneo Panamericano de paleta frontón (2018)

### Eventos multideportivos
- XVII Juegos Bolivarianos (2013)[11]
- XVIII Juegos Panamericanos (2019)[12]

Desde 2022 el Frontón Peruano, como se denomina este deporte en Argentina, ha tenido una importancia cada vez mayor en la provincia de Córdoba y en especial en la región de Ucacha. Allí se existen dos canchas y más de un centenar de jugadores que compiten a nivel local, pero que además han participado de encuentros Bi Nacionales con otros deportistas del Club Germania de Lima Perú.